# 志賀圭二郎
志賀 圭二郎（しが けいじろう、1948年4月26日 - ）は、日本の俳優。愛媛県宇和島市出身で、愛媛県立宇和島南高等学校卒業。エンパシィ所属。

## 出演

### 映画
- 詩雨おばさん（1977年） - 詩雨
- 肉の標的・奪う!（1979年、日活） - 根津隆
- ズームイン　暴行団地（1980年、黒澤直輔監督）
- 青春の門（1981年） - 鄭奔一
- 南極物語（1983年） - 第一次越冬隊 梶原博隊員
- マルサの女（1987年） - 査察官
- ベッドタイムアイズ（1987年） - 宮下
- 光戦隊マスクマン（1987年） - 地底指令バラバ
- 出張（1989年） - ゲリラ副隊長
- スキージャンプ・ペア 〜 Road to TORINO 2006（2006年） - 原田敏文博士
- ゆずり葉-君もまた次のきみへ-（2009年）
- 紲〜庵治石の味〜（2011年、監督：片岡秀明） - 田島源次郎
- 人生の約束（2016年）
- 今夜、ロマンス劇場で（2018年）
- アタシ、キレイ?（2021年、監督：ヨリコ ジュン）
- ふしぎ駄菓子屋 銭天堂（2023年）

### テレビドラマ
- 大都会シリーズ（NTV / 石原プロ）
  - 大都会 PARTII 第23話「護送」（1977年）
  - 大都会 PARTIII 第18話「マフィア・ジャパン・スタイル」（1979年）
- 新 木枯し紋次郎 第3話「四つの峠に日が沈む」（1977年、12ch） - 浪人・大滝
- 特捜最前線 第268話「壁の向うの眼!」（1982年、ANB / 東映）
- 西部警察 PART-II 第16話「追撃」（1982年、ANB / 石原プロ） - 松本光次
- バッテンロボ丸 第19話「強いぞ! お兄ちゃんは世界一」（1983年、CX / 東映） - 悪漢の手下
- ザ・ハングマンシリーズ（ABC / 松竹）
  - 新ハングマン
    - 第3話「ホテル腹上死を演出する始末屋」（1983年）
    - 第26話「女体を生体実験する悪魔の病院長」（1984年） - "太陽の里"医師

  - ザ・ハングマン4 第3話「若い身体から内臓が奪われる!」（1984年）
  - ザ・ハングマンV 第14話「エジソンがラブホテルで殺人者にされる!」（1986年） - KGクラブのホスト
- ニュードキュメンタリードラマ昭和 松本清張事件にせまる 第2話「東京ローズは誰か」（1984年、ANB / 国際放映）
- 星雲仮面マシンマン 第17話「鉄人モンスの最後」（1984年、NTV / 東映）
- 流れ星佐吉 第23話「姫の初体験と大金」（1984年、KTV / CX / 松竹）
- スクール☆ウォーズ 第12話「愛は死線を越えて」（1984年、TBS / 大映テレビ）
- 誇りの報酬 第12話「これが情報屋のホコリだ!」（1985年、NTV / 東宝） - 東名不動産常務・所
- 太陽にほえろ!（1986年、NTV / 東宝）
  - 第684話「美しき花の誘惑」 - 倉田
  - 第691話「さらば!山村刑事」 - 関税Gメン
- 女ふたり捜査官 第2話「スキャンダル消去殺人」（1986年、ABC / テレパック）
- 光戦隊マスクマン（1987年2月 - 1988年2月、ANB） - 地底指令バラバ
- 裸の大将 第24話「清のどさんこ母恋道中」（1987年、KTV / 東阪企画）
- 暴れん坊将軍シリーズ（ANB、東映）
  - 暴れん坊将軍III 第45話「吉宗無情、寒菊は語らず!」（1988年） - 大桑重兵衛
  - 暴れん坊将軍VI 第10話「おいらん高尾太夫の正夢」（1994年） - 中井伝左衛門
- 大河ドラマ / 春日局（1989年） - 蜂須賀家政
- ゴリラ・警視庁捜査第8班（1989年、ANB）
  - 第8話「ベイサイド・ウォーズ」
  - 第29話「明日に向って走れ」
- 特警ウインスペクター 第43話「爆弾になった少年」(1990年、ANB） - 今泉茂
- 代表取締役刑事 第30話「長いお別れ」（1991年、ANB）
- 外科病棟女医の事件ファイル（1991年） - 西山刑事
- 火曜サスペンス劇場「松本清張作家活動40年記念・たづたづし」（1992年1月、NTV）
- 俺たちルーキーコップ 第4話「大飛躍」（1992年、TBS）
- 豆腐屋直次郎の裏の顔 第1回「ダーリンは強盗がお上手」（1992年7月7日、ABC / アズバーズ） - 永原
- NIGHT HEAD（1992年10月 - 1993年3月、CX）
- 土曜ワイド劇場 （テレビ朝日）
  - セールスレディ連続殺人事件（1991年12月） - 南刑事
  - 密会の宿8（1993年6月） - 加納寿一
  - 松本清張スペシャル・状況曲線（1994年11月） - 刑事
  - 法医学教室の事件ファイル15（2001年12月）
  - 西村京太郎トラベルミステリー46（2006年7月） - 高木弁護士
  - 温泉(秘)大作戦4（2007年7月） - 柴野健三
  - 鉄道捜査官12（2011年） - 三田村重雄
  - 西村京太郎トラベルミステリー68（2017年） - 沼田章
- 銭形平次（CX）
  - 第3シリーズ 第11話「戦慄の矢」（1993年） - 佐吉
  - 第5シリーズ 第4話「疑惑の果て」（1995年） - 粂吉
- お助け同心が行く! 第2話「毒薬と小町娘」（1993年、TX / G・カンパニー） - 浜田
- 水戸黄門 第23部 第13話「姫様狙う悪の罠 -福井-」（1994年10月31日、TBS・C.A.L） - 犬山刑部
- 金田一耕助の傑作推理「幽霊座」（1997年、TBS・東阪企画） - 雷蔵
- 御家人斬九郎 第4シリーズ 第7話「武者修行」（1999年、CX・映像京都） - 無眼流森川道場門人
- はぐれ刑事純情派 第13シリーズ（2000年） - 前田秀一
- 月曜ミステリー劇場
  - 弁護士高見沢響子5（2002年） - 藤原医師
- 篝警部補の事件簿1（2003年） - 田村鑑識官
- 金曜エンタテイメント
  - 「女怪」（1996年） - 持田恭平
  - 「おばさんデカ 桜乙女の事件帖13」（2004年） - 春日義人
- 松本清張 点と線（2007年11月、ANB） - 死体発見者である漁民
- 死化粧師（2007年、TX） - 間宮恵一
- 赤い血の殺意（2008年、TBS）
- 金曜プレミアム 「ハマの静香は事件がお好き5」（2008年） - 郷田孝司
- 非婚同盟（2009年、東海テレビ制作、CX） - 画家・近童敬春
- 必殺仕事人2009 第19話「玉の輿」（2009年6月5日、ABC / ANB）
- 任侠ヘルパー 第2話「頑固ジジイの涙」（2009年7月16日、CX） - 寺内啓治
- I am GHOST（2009年、Bee TV） - 金井
- 金曜プレステージ「探偵倶楽部」（2010年10月22日、CX）
- 月曜ゴールデン（TBS）
  - 弁護士高見沢響子11（2011年10月17日）
  - 「ホームドクター・神村愛1」（2012年4月9日） - 大沢吉男
- BORDER 警視庁捜査一課殺人犯捜査第4係 第1話「発現」（2014年4月10日、ANB） - 田所（ホームレス）
- 水曜ミステリー9（TX）
  - 新・旅行作家 茶屋次郎13（2016年1月20日） - 松金耕一
- フラジャイル 第8話（2016年2月25日、CX） - 理事長
- 警視庁いきもの係 第4話（2017年7月30日、CX） - 津浜寿弘
- 家売るオンナの逆襲 最終話（2019年3月13日、NTV） - ウチのゲラー
- CODE-願いの代償- 第2話（2023年7月9日、NTV） - 蕎麦屋の店員 役
- 虎に翼（2024年） - 伊藤一二三 役
- 笑うマトリョーシカ 第4話（2024年7月19日、TBS） - 住職 役
- 風のふく島 第8話（2025年3月1日、テレビ東京） - 竹細工職人のおじいさん 役[1]

### オリジナルビデオ
- 首領への道 第19話（2002年） - 横浜 大徳組組長 大田原徳治郎

### 舞台
- かたつむりの星占い（2000年）
- 狂風記（2004年、シマ役）
- エキストラ（2008年、名主役、劇団東京ヴォードヴィルショー、作・演出:三谷幸喜）
- 銀河英雄伝説　輝く星 闇を裂いて（2012年） - リヒャルト・フォン・グリンメルスハウゼン

### 吹き替え
- アストリッドとラファエル2 文書係の事件録
- 還魂
- ザ・ルーキー：FEDS FBI新米捜査官ファイル #3
- シカゴ・メッド
- ヘチ 王座への道（イ・イギョム〈キム・ジョンス〉）

### ゲーム
- アサシン クリード シャドウズ（2025年）

### ラジオドラマ
- NHK-FM FMシアター「宇宙の下、みかんの島で」（2015年）

### 著書
- 牛鬼が見た夢（1997年、壮神社、ISBN 4915906302）